# Alassane Dialy Ndiaye
Pour les articles homonymes, voir Alassane N'Diaye et Ndiaye.
 (janvier 2013).
Alassane Dialy Ndiaye, né le 15 octobre 1942 à Yenne (Région de Dakar) et mort le 14 mars 2024 à (USA)  est un homme politique sénégalais, ingénieur des télécommunications, qui fut ministre de la République du Sénégal de 1988 à 2000 sous la présidence d'Abdou Diouf, puis ministre d'État auprès du Président de la République, président de la Commission nationale de la connectivité, sous la présidence d'Abdoulaye Wade, de 2010 à 2012.

## Biographie
Il est issu d'une famille de chefs traditionnels lebous, et est marié depuis 1964.

## Diplômes
Il fait ses études primaires à Bargny (Région de Dakar), ses études secondaires aux lycées Maurice Delafosse et Van Vollenhoven de Dakar, comme interne, puis ses études supérieures en France (classes préparatoires scientifiques au lycée Saint-Louis de Paris, Maîtrise ès Mathématiques (Université de Paris), DEA de Physique du solide, puis intègre l'École nationale supérieure des télécommunications ( Paris 13e) : Ingénieur Principal, spécialisé dans les télécommunications par satellite.

## Carrière professionnelle
En 1971 il devient le premier Africain spécialisé dans les Télécommunications spatiales, participant activement à la mise en place de la Station terrienne de télécommunications par satellite de Gandoul (Sénégal), la première du genre sur le continent africain, (inaugurée le 5 avril 1972 par le Président Senghor) et à la formation de nombreux ingénieurs et techniciens africains.
En 1978 l'essentiel des communications internationales du Sénégal est automatisé. Au début des années 1980, le site de Gandoul est choisi par la NASA, pour abriter la station de contrôle et de communications de la navette spatiale. Sa participation aux premiers essais de la navette est reconnue par la NASA.
En août 1981, alors Directeur de Telesenegal, il rédige un rapport, très discuté, adressé au Président de la République sur la nécessité de rassembler les Télécommunications dans une entité unique (à l’époque Telesenegal gérait les Télécoms internationales, les Télécoms intérieures relevant de l’OPT, Office des Postes et Télécommunications), réflexion qui aboutit aux Journées Nationales des Télécoms, qu'il préside en juin 1983, et à la création de la Société nationale des télécommunications du Sénégal (Sonatel).
En septembre 1985, il est le Directeur Général-fondateur de la Sonatel, société d’État fonctionnant comme une entreprise de type privé. Il y réalise un important programme de modernisation du réseau :
- numérisation du réseau,
- transmission de données par paquets-SENPAC,
- utilisation de l’énergie solaire sur les voies de transmission,
- arrivée du téléphone dans le monde rural
- introduction des « télécentres » qui fleurirent jusqu’aux points reculés du pays.

## Carrière politique
Il sera conjointement Secrétaire Général de la Coordination du Parti Socialiste à Sébikotane, Secrétaire Général de l’Union Départementale de Rufisque, Membre du Comité Central du Parti socialiste, membre du Bureau politique pendant douze ans, élu plusieurs fois député à l’Assemblée nationale du Sénégal.
En avril 1988, il est nommé Ministre de l’Équipement. Il fera adopter le système d’immatriculation des véhicules, encore applicable aujourd’hui.
En 1991, il devient Ministre de l’Industrie et de l’Artisanat (création du Fonds de Promotion Economique, destiné à la constitution d’un réseau de PMI sénégalaises). Il réalise le premier recensement des artisans du Sénégal. En 1992, il devient également chargé du Commerce.
En 1993, il reçoit en plus, le portefeuille de l'Énergie et des Mines dans le second gouvernement de Habib Thiam. Il initie un vaste programme de promotion de la recherche minière, et lance l’initiative de la fusion des sociétés de l’industrie phosphatière, avec le soutien de la Caisse centrale de coopération économique française : fusion entre la Compagnie sénégalaise des phosphates de Taïba (CSPT) et les Industries chimiques du Sénégal (ICS).
De 1995 à avril 2000, il est chargé du Ministère de la Pêche et des Transports maritimes. Il instaure un nouveau Code de la Pêche, introduisant pour la première fois au Sénégal le « repos biologique », et de nouvelles mesures tendant à améliorer la sécurité en mer (gilets de sauvetage rendus obligatoires, aide de l'État aux artisans pour leur acquisition). Il élabore, avec les pêcheurs industriels, artisans, mareyeurs et femmes transformatrices, le programme décennal de développement de la pêche : la construction de quais de pêche, et d’unités de conservation de produits halieutiques, sur tout le littoral sénégalais, de Saint-Louis au Cap Skirring.
En avril 2000, avec le départ du Président Abdou Diouf, il interrompt une carrière ministérielle de douze années et prend ses distances avec la nouvelle direction du Parti socialiste.
Il fonde en août 2003 le Club de Recherche Prospective CRP 2012, dont l’objectif est, à partir de l’analyse impartiale des données culturelles, historiques, scientifiques, économiques et politiques, d’imaginer des futurs possibles pour le Sénégal. Le CRP 2012 regroupe actuellement par cooptation près de 250 cadres de sensibilités politiques et sociales, de formations et d’expériences diverses.
Le 24 novembre 2010, il est nommé ministre d'État auprès du Président de la République, et président de la Commission nationale de la connectivité. 

## Distinctions
- Membre de l'Académie internationale d'astronautique (depuis 1987, premier Africain)
- Vice-président de l’Académie des sciences et techniques du Sénégal[1] (président de la section Sciences/Techniques), membre du Comité exécutif de l’Inter Academy Panel[2] de 2003 à 2010, vice-président du Réseau euro-méditerranéen des académies des sciences (2010)
- Membre de la Commission indépendante mondiale sur les océans
- Président de la SENACTIM
- Commandeur de l'ordre national du Mérite (France)
- Chevalier de l'ordre national du Mérite (Sénégal)
- Chevalier de l'ordre national (Côte d'Ivoire)
- Chevalier de l'ordre national du Lion du Sénégal

## Sources
- Babacar Ndiaye et Waly Ndiaye, Présidents et ministres du Sénégal, Dakar, 2006
- Journal officiel de la République du Sénégal
- Le Soleil[3]
- Le Monde, 10 avril 1991, la nouvelle équipe
- Jeune Afrique